# Lekkoatletyka na Światowych Wojskowych Igrzyskach Sportowych 2011 – sztafeta 4 × 100 m kobiet
Sztafeta 4 × 100 metrów kobiet – jedna z lekkoatletycznych konkurencji biegowych, drużynowych, rozegranych w dniu 23 lipca 2011 roku podczas 5. Światowych Wojskowych Igrzyskach Sportowych na stadionie Estádio Engenhão w Rio de Janeiro.

## Terminarz
| Data               | Godzina (UTC-03:00) | Wydarzenie |
| ------------------ | ------------------- | ---------- |
| 23 lipca 2011(dts) | 11:30               | Finał      |

## Rekordy
Tabela prezentuje rekord świata, a także rekord Igrzysk wojskowych (CSIM) przed rozpoczęciem mistrzostw.
|                                   | Zawodniczki                                                                      | Wynik | Miejsce   | Data                     |
| --------------------------------- | -------------------------------------------------------------------------------- | ----- | --------- | ------------------------ |
| Rekord świata                     | Niemcy · (Silke Gladisch, Sabine Rieger, Ingrid Auerswald, Marlies Göhr)         | 41,37 | Canberra  | 6 października 1985(dts) |
| Rekord Igrzyska wojskowych (CSIM) | Włochy · (Anita Pistone, Maria Aurora Salvagno, Rita De Cesaris, Micol Cattaneo) | 44,97 | Hyderabad | 4 października 2007(dts) |

## Medaliści
| Złoto                                                                            | Srebro                                                                             | Brąz                                                                       |
| Brazylia · Geisa Coutinho · Vanda Gomes · Ana Cláudia Silva · Franciela Krasucki | Polska · Marika Popowicz-Drapała · Daria Korczyńska · Marta Jeschke · Ewelina Ptak | Ukraina · Yevgeniya Snihur · Olena Chebanu · Marija Riemień · Ołesia Powch |

## Wyniki

### Finał
| Pozycja | Tor | Państwo    | Zawodnicy                                                              | Czas  | Uwagi |
| ------- | --- | ---------- | ---------------------------------------------------------------------- | ----- | ----- |
| 01 !    | 2   | Brazylia   | Geisa Coutinho, Vanda Gomes, Ana Cláudia Silva, Franciela Krasucki     | 43,73 | CR    |
| 02 !    | 8   | Polska     | Marika Popowicz-Drapała, Daria Korczyńska, Marta Jeschke, Ewelina Ptak | 44,35 |       |
| 03 !    | 4   | Ukraina    | Yevgeniya Snihur, Olena Chebanu, Marija Riemień, Ołesia Powch          | 45,00 |       |
| 4       | 3   | Włochy     | Veronica Borsi, Aurora Salvagno, Jessica Paoletta, Ilenia Draisci      | 45,08 |       |
| 5       | 5   | Sri Lanka  | Chamali Priyadarshani, Achala Dias, Hsp Buddika, Rmcs Rasnayake        | 45,58 |       |
| 6       | 7   | Dominikana | Margarita Manzueta, Raisa Sanchez, Yolanda Valerio, Marlenis Veras     | 45,62 |       |
| 7       | 6   | Wenezuela  | Letzabet Hidalgo, Wilmary Álvarez, Prisciliana Chourio, Nancy Garces   | 46,25 |       |

Źródło: Rio2011